# Stacy Hardy
Stacy Hardy (...) è un'artista, scrittrice e giornalista sudafricana.
È membro fondatore di Venus Fly Trapeze Theatre Company, che ha realizzato 8 produzioni originali dal 1995 ad oggi. È stata coordinatrice e lettrice per il dipartimento di Arte Drammatica presso Rhodes University tra il 1996 e il 1998 ed è rimasta attiva nell'ambito teatrale utilizzandone gli elementi come strumenti educativi, attraverso letture e laboratori per il Grahamstown Foundation's National Schools Festival (1996 – 2003). Attualmente sta scrivendo una commedia per l'acclamato regista sudafricano Jaco Bouwer.
Ha lavorato sei anni come giornalista freelance, per editori e pubblicazioni come SL magazine, Rage.co.za e Art South Africa, e per cinque anni si è dedicata al mondo della pubblicità. Il suo lavoro per Keyline Magazine ha ricevuto il Silver Loerie nel 2001. Nel 2001, insieme a Peet Pienaar e Heidi Chisholm, ha creato e gestito la campagna pubblicitaria Daddy Buy Me A Pony.
Le sue opere digitali e multimediali sono state esposte in differenti contesti e hanno partecipato a mostre internazionali e Stacy Hardy è stata membro della delegazione sudafricana per la manifestazione Ars Electonica, in Austria nel 2002. Ha vinto diversi premi, tra i quali Construction Award 2003, New Channels Digital Art Competition 2003. Ad oggi i suoi progetti di arte digitale si realizzano in collaborazione con Francois Naude e si basano su un progetto che indaga traduzione e letteratura in Sudafrica.
I suoi lavori sono apparsi su Donga, Litnet, in Laugh It Off Annual e AFRO Magazine. Ha partecipato nel 2003 al Crossing Border Festival a L'Aia, Paesi Bassi con altri autori sudafricani, tra cui Ivan Vladislavic, Lesego Rampolokeng, Phaswane Mpe, K. Sello Duiker, e Nadine Botha. Ha collaborato al libro d'autore del fotografo Pieter Hugo, pubblicato nel 2007 e ha collaborato con Miles Keylock, Adam Haupt e Julian Jonker ad una raccolta di testi di autori sudafricani.
Stacy Hardy parteciperà a Festivaletteratura 2010.

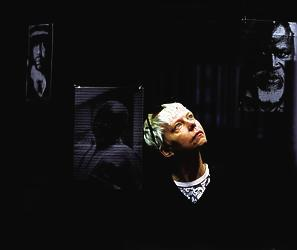

## Opere
Il suo cortometraggio, I Love You Jet Li, realizzato in collaborazione con Jaco Bouwer ha fatto parte di transmediale.06: video selection, International Film Festival Rotterdam (IFFR) 2006 ed ha ottenuto il premio come Miglior Film sperimentale al Festival Internazionale Cileno Del Cortometraggio Di Santiago del Cile nel 2006.
Oggi scrive e lavora come educatrice per CAPE Africa Platform. È anche membro di Bowling Club, un nuovo collettivo creativo fondato dall'artista e designer Peet Pienaar. Partecipa a conferenze e meeting, incluso incontri di alto profilo quali Underground Conference organizzata da Fred Devries presso il Wits Institute for Social and Economic Research e VANSA (The Visual Arts Network of South Africa) un workshop per giovani curatori, Robben Island.

## Fonti
1. Saggio di Stacy Hardy sulle opere di Pieter Hugo Archiviato l'8 maggio 2021 in Internet Archive.
2. Rivista Chimurenga
3. Biografia Ufficiale Archiviato il 27 luglio 2021 in Internet Archive.
4. Interdisciplines.org[collegamento interrotto]